# Sommerdag på Skagen Strand med figurer
Sommerdag på Skagen Strand med figurer er et oliemaleri af Laurits Tuxen fra 1907. Maleriet er et friluftsmaleri. På et foto af apoteker Victor Christian Klæbel ses Tuxen stå på stranden med sit staffeli, mens han maler billedet, og hans døtre ses som modeller.

## Motiv
Maleriet viser tre unge piger efter en badetur, det er midt på dagen, hvilket kan ses på skyggerne.

## Persongalleri
Personerne på maleriet er fra venstre kunstnerens døtre Yvonne, stående, Nina liggende med antagelig Vibeke Krøyer, P.S. Krøyer og Marie Krøyers datter, ved sin side.

## Komposition
Maleriet præges af to horisontale linjer: strandkanten og horisonten; og den lodrette linje, som den stående nøgne pige udgør omtrent i det gyldne snit. Hendes skygge udgør en lille del af diagonalen.

## Proveniens
- Grosserer W.P. Heyman, ved dennes dødsboauktion på Bruun Rasmussen Kunstauktioner 39, 1953 nr. 84.
- Bruun Rasmussen auktion 763, 2006 nr. 2031 solgt for i alt 1.200.000 kr. hammerslag til privat.[4]